# حليب الخشخاش
حليب الخشخاش (aguonų pienas) هو مشروب أو حساء ليتواني تقليدي، وهو أحد أطباق عيد الميلاد المكونة من 12 طبقًا (Kūčios). عادة ما يتم تناوله مع (kūčiukai)، وهو طبق تقليدي آخر عشية عيد الميلاد الليتواني. وهو أيضًا أحد مكونات الكوتيا، وهي وجبة يتم تقديمها خلال وليمة عشية عيد الميلاد الأوكرانية التقليدية. يعتبر هذا المشروب تحلية.

## التحضير
لصنع حليب الخشخاش، هناك حاجة إلى كوب أو كوبين من بذور الخشخاش. تنقع بذور الخشخاش في بعض الماء الساخن لمدة يوم أو نحو ذلك، مع تغيير الماء بمرور الوقت، حتى تصبح البذور طرية. ثم يتم سحق بذور الخشخاش في معالج الطعام (أو تقليديا مع هاون ومدقة)، حتى يخرج سائل أبيض. يضاف بعض الماء البارد (يفضل الماء الذي تم غليه وتبريده)، ويتم تصفية بذور الخشخاش وسحقها مرة أخرى. تتكرر هذه العملية عدة مرات من أجل الحصول على تركيز جيد من حليب الخشخاش. بعد ذلك، يتم تخفيف تركيز حليب الخشخاش ببعض الماء المغلي البارد (كمية الماء المستخدمة هي مسألة ذوق وتفضيلات عائلية معينة، ولكن يجب توضيح نكهة بذور الخشخاش). أخيرًا، يضاف بعض السكر أو العسل لتحلية حليب بذور الخشخاش.

## استخدام إضافي
على الرغم من تقديمه تقليديًا خلال عطلة عيد الميلاد، إلا أن حليب الخشخاش في العصر الحديث له استخدامات إضافية. تم اقتراحه كوسيلة مساعدة للنوم. هناك معلومات محدودة عن تأثيرات حليب الخشخاش، لكن الدراسات التي أجريت على بذور الخشخاش أظهرت نتائج واعدة.
كما تم استخدام حليب الخشخاش كبديل للحليب. إن استخدام حليب بذور الخشخاش كبديل للحليب ليس تطبيقًا جديدًا، ولكن لا يتم تضمينه بشكل متكرر في دراسات بدائل الحليب.